# John Dawnay (1er vicomte Downe)
John Dawnay, 1er vicomte Downe (env. 1625 - 1er octobre 1695), est un homme politique anglais qui siège à la Chambre des communes entre 1660 et 1690.

## Biographie

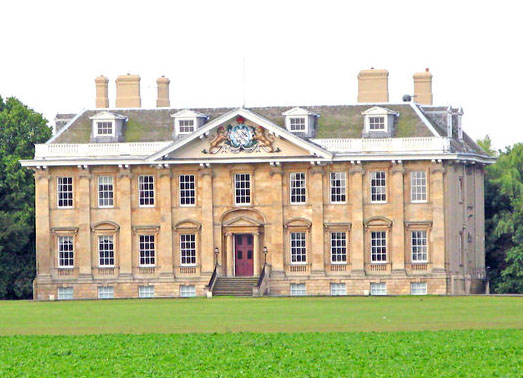
Cowick Hall dans la circonscription est du Yorkshire, siège des vicomtes Downe

Il est le fils de John Dawnay de Womersley, Yorkshire et de son épouse Elizabeth Hutton, fille de Richard Hutton (juge) (en), juge du banc du roi. Il est baptisé le 25 janvier 1625. Il entre à Gray's Inn et au Jesus College de Cambridge en 1641.
En 1660, il est élu député du Yorkshire au Parlement de la Convention. Il est fait chevalier le 2 juin 1660. En 1661, il est élu député de Pontefract au Parlement Cavalier. Il est réélu député de Pontefract aux deux élections de 1679. Il est élevé à la pairie d'Irlande sous le titre de vicomte Downe le 19 février 1681. S'agissant d'une pairie irlandaise, il peut rester membre de la Chambre des communes et est réélu en 1681, 1685 et 1689.
Il commande la construction du Cowick Hall dans le Yorkshire oriental à la fin du XVIIe siècle. Il décède en octobre 1695, à l'âge de 70 ans, et son fils Henry lui succède comme vicomte.
Lord Downe est marié deux fois. Il épouse Elizabeth Melton, fille de John Melton, en 1645. Après sa mort en février 1662, il épouse en secondes noces Dorothy Wickham, fille de William Johnson, de Wickham, Lancashire, en 1663. Christopher Dawnay, 1er baronnet, est son frère.